# 小园凌央
小园凌央（日语：小園凌央，1995年9月9日—）是日本一名演员，出生于东京都，隶属于A-team。其父亲是艺人小園浩己，其母亲则是艺人兼歌手松本伊代。

## 简历
2015年3月，小园凌央在隐瞒自己父母姓名的情况下，凭借自己的能力通过经纪公司的试镜，成功加盟经纪公司A-team。 原本按照其父母的规划，即便小园凌央未能通过试镜，他们也会安排他走上演员之路。同年9月，小园凌央获邀出演舞台剧。
2016年3月，小园凌央出演了NOTTV的网络电视剧。同年4月，他出演了富士电视网的电视剧《我的危险妻子》。

## 出演

### 电视剧
- 《我的危险妻子》（2016年4月－6月，关西电视台）——饰：藤原龙太

### 网络剧
- （2016年3月－4月，NOTTV）